# Orthocera
Orthocera es un género de foraminífero bentónico cuyo nombre fue rechazado por dar prioridad al nautiloideo Orthoceras Bruguière, 1789, siendo sustituido posteriormente por Nodosaria de la subfamilia Nodosariinae, de la familia Nodosariidae, de la superfamilia Nodosarioidea, del suborden Lagenina y del orden Lagenida. Su especie-tipo era Nautilus radicula. Su rango cronoestratigráfico abarcaba el Holoceno.

## Clasificación
Orthocera incluye a las siguientes especies:
- Orthocera acicula
- Orthocera costata
- Orthocera fascia
- Orthocera jugosa
- Orthocera legumen
- Orthocera linearis
- Orthocera obliqua
- Orthocera radicula
- Orthocera raphanistrum
- Orthocera raphanoides
- Orthocera raphanus
- Orthocera recta
- Orthocera septemcostata
- Orthocera spinulosa
- Orthocera subarcuata